# Dzsalalabad repülőtér
A Dzsalalabad repülőtér ((IATA: JAA, ICAO: OAJL) Kirgizisztán egyik repülőtere, amely Dzsalálábád közelében található. 

## Futópályák
A repülőtér futópályái:
- 13/31